# Festival du cinéma espagnol de Nantes
 (juillet 2023).
 (juillet 2020).
 (juillet 2020).
Il peut être nécessaire de l'améliorer pour respecter le principe de neutralité de point de vue. 

Le Festival du Cinéma Espagnol de Nantes ou FCEN, créé en 1990, est un festival de cinéma se déroulant chaque année entre mars et avril en France dans la ville de Nantes et ses environs.
Porté par l'association Rencontres du Cinéma Espagnol de Nantes, il est devenu, au fil des années, l'un des rendez-vous du cinéma espagnol en France. Il s'est vu remettre en 2007 le Prix de l’Academia de las artes y las ciencias cinematográficas de España ("Académie des arts et des sciences cinématographiques d'Espagne" en français) « pour son travail de formation des publics et de diffusion du cinéma espagnol en France ».
En 2016, lui est remis le Prix Pepe Escriche « récompensant ainsi son engagement et sa volonté d’unir à travers l’art audiovisuel deux cultures différentes ».

En 2021, à l'occasion de ses 30 ans, le Festival a reçu l'actrice Marisa Paredes, à qui il a remis son Prix d'Honneur. Cette même année, en visite au Festival du Cinéma Espagnol de Nantes le samedi 12 juin, M. José Manuel Rodríguez Uribes, Ministre espagnol de la Culture et des Sports, a décoré de l’Ordre honorifique d’Alphonse X le Sage le festival, ainsi que l’un de ses trois co-directeurs, Pilar Martínez-Vasseur, en tant que fondatrice de l’événement. 
« Le festival du cinéma espagnol de Nantes est une référence pour nous, a souligné José Manuel Rodríguez Uribes. Ce festival est né de l’entêtement de professeurs d’histoire contemporaine de l’université de Nantes. Le cinéma est pour le festival un outil qui permet d’expliquer l’histoire et de comprendre le présent. Il fait découvrir à chaque édition la pluralité des cultures en Espagne. Il défend des valeurs humaines sans imposer de dogme. Il défend aussi des valeurs citoyennes et c’est pourquoi nous avons voulu soutenir le festival dans sa 30e année. »
Sept prix et des cycles thématiques entremêlant actualité sociale contemporaine, sujets historiques et recherche formelle viennent structurer sa programmation.
Il a accueilli plus de 36 000 spectateurs en 2019.

## Historique
L’idée de créer un festival de cinéma espagnol à Nantes est née de la part d'enseignants en histoire et civilisation de l'Espagne contemporaine, soucieux de marquer l'évolution de la société espagnole à travers le cinéma.
Les débuts du festival se sont déroulés à l'Université de Nantes. Cependant, si le projet a germé dans l’enceinte universitaire, il s’est déplacé dans les salles de cinéma. Les liens perdureront sous d’autres formes avec l’Université, notamment en organisant régulièrement des colloques, séminaires, conférences ou des débats en rapport avec l’histoire et la culture de l’Espagne.
L’arrivée du Festival au Cinématographe en 1990 s’est faite sur la proposition de son directeur de l'époque, Jean-Serge Pineau.
À partir de 1996, le festival se déplace dans un nouveau cinéma plus grand, le Katorza et se constitue en association au début de l’année 2000 (association Rencontres du Cinéma Espagnol de Nantes).
C’est aussi le moment où Joxean Fernandez, le troisième co-directeur, rejoint l'équipe.

## Programmation du festival
Le festival propose chaque année aux festivaliers une programmation d'environ 70 films au travers de 200 projections, ainsi que de venir à la rencontre d'une cinquantaine d'invités au cours des 11 jours de l'évènement.
Près de 1 500 films ont été programmés depuis sa création.
Le festival a pour objectif de diffuser la production cinématographique espagnole en France.

### Sélection officielle "Fictions"
Elle comprend chaque année entre 6 et 8 longs métrages en compétition sélectionnés parmi les meilleures productions espagnoles.
La sélection officielle repose aussi sur 5 à 6 films présentés hors compétition, déjà distribués en France, qui ont marqué la production cinématographique espagnole de l'année.
Les prix décernés en sélection officielle compétition :
- Prix Jules Verne au Meilleur Film décerné par un jury de personnalités espagnoles et française issues du monde de la culture parmi lesquelles Esther García, Bárbara Goenaga, Diego Galán (es), Imanol Uribe, Borja Cobeaga (es), José Luis Borau, Ángeles González-Sinde et Montxo Armendáriz pour les personnalités espagnoles ; et Irène Jacob, Laurent Cantet, Lydie Salvayre, Jean Blaise et Étienne Roda-Gil pour les personnalités françaises.
- Prix du Public au Meilleur Film décerné par les spectateurs du Festival. Parrainé par la Région des Pays de la Loire jusqu'en 2024, date à partir de laquelle l'institution a cessé de subventionner le festival, comme de nombreux acteurs culturels de la Région[8].
- Prix du Jury Jeune au Meilleur Film décerné par un jury de jeunes cinéphiles entre 18 et 30 ans.

### Autres compétitions
- Compétition Documentaires : Prix du Meilleur Documentaire décerné par un jury composé de personnalités espagnoles et françaises issues du monde de la culture. Parrainé par le Collège d'Espagne (Cité internationale universitaire de Paris).
- Compétition Premiers Films : Prix du Meilleur Premier Film décerné par un jury composé de journalistes de la presse régionale et nationale. Il a été créé par la Fondation Borau, du nom du réalisateur et académicien de la langue espagnole, José Luis Borau, et met en avant la jeune création cinématographique espagnole.

Compétition Courts-métrages : Prix du Meilleur Court-Métrage décerné par le public des 3 soirées du court-métrage. Parrainé par le Département de Loire-Atlantique.
- Compétition Scolaire : Prix du Jury Scolaire décerné par un jury de collégiens et de lycéens de la région nantaise.

## Palmarès du FCEN(depuis 1999)
| Année | Prix Jules Verne au Meilleur Film                                                                             | Président du Jury Jules Verne                                                                | Prix du Public                                         | Prix du Jury Jeune                                                                                      | Prix du Meilleur Documentaire                                                                          | Prix Opera Prima au Meilleur Premier Film                                                                 | Prix du Meilleur Court-métrage                                    | Prix du Jury Scolaire                                       |
| ----- | --- | -------------------------------------------------------------------------------------------- | ------------------------------------------------------ | --- | --- | --- | ----------------------------------------------------------------- | ----------------------------------------------------------- |
| 2024  | La estrella azul de Javier Macipe Mention spéciale : O Corno, une histoire de femmes de Jaione Camborda       | Irène Jacob, actrice                                                                         | La estrella azul de Javier Macipe                      | Chinas de Arantxa Echevarría                                                                            | Zinzindurrunkarratz de Oskar Alegría                                                                   | Border Line de Alejandro Rojas et Juan Sebastián Vásquez Mention spéciale : Matria de de Álvaro Gago Díaz | La gran obra de de Àlex Lora                                      | El Bola de Achero Mañas                                     |
| 2023  | La consagración de la primavera de Fernando Franco                                                            | Édouard Waintrop, journaliste et critique de cinéma                                          | À contretemps de Juan Diego Botto                      | Un an, une nuit de Isaki Lacuesta                                                                       | Las paredes hablan de Carlos Saura Mention spéciale : A los libros y las mujeres canto de María Elorza | Cinco lobitos de Alauda Ruiz de Azúa                                                                      | Cuerdas de Estibaliz Urresola Solaguren                           | À contretemps de Juan Diego Botto                           |
| 2022  | Les Repentis de Icíar Bollaín                                                                                 | Michel Gaztambide (en), réalisateur                                                          | Les Repentis de Icíar Bollaín                          | Sis dies corrents de Neus Ballús                                                                        | Canto cósmico. Niño de Elche de Marc Sempere Mention spéciale : Sedimentos de Adrián Silvestre         | La vida era eso de David Martín de los Santos                                                             | Loop de Pablo Polledri                                            | L'oubli que nous serons de Fernando Trueba                  |
| 2021  | Ex aequo : Armugán de Jo Sol ; Baby de Juanma Bajo Ulloa                                                      | Alicia Luna, scénariste                                                                      | Uno para todos de David Ilundain                       | Baby de Juanma Bajo Ulloa                                                                               | Rol & Rol de Chus Gutiérrez                                                                            | Las niñas de Pilar Palomero                                                                               | Lo efímero de Jorge Muriel (Prix du Public et du Jury)            | Diecisiete de Daniel Sánchez Arévalo                        |
| 2019  | Petra de Jaime Rosales                                                                                        | María Barranco, actrice                                                                      | Yuli de Icíar Bollaín                                  | Petra de Jaime Rosales                                                                                  | Notes pour un film de cambriolage de Elías León Siminiani                                              | Viaje de Celia Rico                                                                                       | Un cuento familiar de José Corral                                 | Le Silence des autres de Almudena Carracedo et Robert Bahar |
| 2018  | La Maladie du dimanche de Ramón Salazar                                                                       | Miren Arzalluz, directrice du Palais Galliera                                                | La Maladie du dimanche de Ramón Salazar                | Selfie de Víctor García León                                                                            | La Chana de Lucija Stojevic                                                                            | Skins de Eduardo Casanova                                                                                 | Le Scarabée au bout de la rue de Joan Vives                       |                                                             |
| 2017  | L’Homme aux mille visages de Alberto Rodríguez Mention Spéciale : Que Dieu nous pardonne de Rodrigo Sorogoyen | Lydie Salvayre, écrivaine, Prix Goncourt 2014                                                | Kiki : l’amour en fête de Paco León                    | Vivre et autres fictions de Jo Sol                                                                      | La Fin de l’ETA de Justin Webster                                                                      | Le Roi borgne de Marc Crehuet                                                                             | Timecode de Juanjo Giménez                                        |                                                             |
| 2016  | Les Exilés romantiques de Jonás Trueba Mention Spéciale :L’Académie des muses de José Luis Guerín             | Laurent Cantet, réalisateur et scénariste (Palme d'Or 2008)                                  | Truman de Cesc Gay                                     | Grand-mère de Asier Altuna                                                                              | Walls de Pablo Iraburu et Migueltxo Molina                                                             | Rien en échange de Daniel Guzmán                                                                          | Apolo 81 de Óscar Bernácer & Cordelias de Gracia Querejeta        |                                                             |
| 2015  | Carmina y amén de Paco León                                                                                   | Angeles González-Sinde, réalisatrice, scénariste, ancienne ministre de la Culture en Espagne | La isla mínima de Alberto Rodríguez                    | La Niña de fuego (Magical girl) de Carlos Vermut                                                        | ReMine, le dernier mouvement ouvrier de Marcos Merino                                                  | Fronteras (A escondidas) de Mikel Rueda                                                                   | La Grande Invention de Fernando Trías de Bes                      |                                                             |
| 2014  | Il est facile de vivre les yeux fermés de David Trueba Mention Spéciale : La Peur de Jordi Cadena             | Bárbara Goenaga, actrice                                                                     | Il est facile de vivre les yeux fermés de David Trueba | La Peur de Jordi Cadena                                                                                 | Une croix gammée sur la Bidassoa de Alfonso Andrés et Javier Barajas                                   | Illusion de Daniel Castro Mention spéciale : Le Fléau de Neus Ballús                                      | Démocratie de Borja Cobeaga                                       |                                                             |
| 2013  | Les Hommes ! De quoi parlent-ils ? de Cesc Gay Mention Spéciale : Le Mort et être heureux de Javier Rebollo   | Serge July, journaliste, cofondateur du journal Libération                                   | Miel d’oranges de Imanol Uribe                         | Le Mort et être heureux de Javier Rebollo Mention Spéciale : L’Artiste et son modèle de Fernando Trueba | Emak Bakia Baita de Óskar Alegría                                                                      | Carmina marche ou crève de Paco León                                                                      | Mon œil droit de Josecho Linares                                  |                                                             |
| 2012  | Iceberg de Gabriel Velázquez Mention Spéciale : Madrid, 1987 de David Trueba                                  | Laura del Sol, actrice et danseuse espagnole                                                 | La Voix endormie de Benito Zambrano                    | Iceberg de Gabriel Velázquez                                                                            | Marché d’avenirs de Mercedes Álvarez                                                                   | La Tête en l’air de Ignacio Ferreras                                                                      | La Demi-Peine de Sergio Barrejón                                  |                                                             |
| 2011  | Pain noir de Agustí Villaronga Mention Spéciale : Elisa K de Judith Colell et Jordi Cadena i Casanovas        | Mikel Olaciregui, ancien directeur du Festival international du film de San Sebastian        | No controles de Borja Cobeaga                          | Balada triste de Álex de la Iglesia Mention Spéciale : La mosquitera de Augustí Vila                    | Défense de se souvenir de Txaber Larreategi et Josu Martínez                                           | 80 Jours de Jon Garaño et José Mari Goneaga Mention Spéciale : Stigmates de Adán Aliaga                   | L’Ordre des choses de César Esteban Alenda et José Esteban Alenda |                                                             |
| 2010  | L’Ile intérieure de Dunia Ayaso et Félix Sabroso Mention Spéciale : La mujer sin piano de Javier Rebollo      | Esther García, productrice (El deseo)                                                        | Cellule 211 de Daniel Monzón                           | After de Alberto Rodríguez Mention Spéciale : La mujer sin piano de Javier Rebollo                      | Mónica del Raval de Francesc Betriu Mention Spéciale : Masques de Elisabet Cabeza et Esteve Riambau    | Yo, también de Álvaro Pastor et Antonio Naharro Mention Spéciale : Les Deux Vies d’Andrés Rabadán         | Le Filleul de Nacho Blasco                                        |                                                             |
| 2009  | Una palabra tuya de Ángeles González-Sinde Mention Spéciale : Les Tournesols aveugles de José Luis Cuerda     | Álvaro de Luna, acteur                                                                       | La Bonne Nouvelle de Helena Taberna                    | Retour à Hansala de Chus Gutiérrez                                                                      | | Un fiancé pour Yasmina de Irene Cardona                                                                   | Niño balcón de Pilar Palomero                                     |                                                             |
| 2008  | Dans la ville de Sylvia de José Luis Guerín Mention Spéciale : Oviedo Express de Gonzalo Suárez               | Mariana Otero, réalisatrice française                                                        | Crimes à Oxford de Álex de la Iglesia                  | Chaotique Ana de Julio Medem Mention Spéciale : La Solitude de Jaime Rosales                            | | Pudeur de David et Tristán Ulloa                                                                          | Traumalogie de Daniel Sánchez Arévalo                             |                                                             |
| 2007  | Ce que je sais de Lola de Javier Rebollo Mention Spéciale : La Légende du temps de Isaki Lacuesta             | Javier de Lucas, ancien directeur du Colegio de España en París, sénateur                    | Salvador de Manuel Huerga Guerrero                     | Sors de moi ! de Víctor García León Mention Spéciale : La Légende du temps de Isaki Lacuesta            | | | Jeu de Ione Hernández                                             |                                                             |
| 2006  | El taxista ful de Jo Sol                                                                                      | Ignacio Ramonet, journaliste espagnol                                                        | The Secret Life of Words de Isabel Coixet              | Les 7 Vierges de Alberto Rodríguez                                                                      | | | Harmonie de José Mari Goenaga                                     |                                                             |
| 2005  | Astronautes de Santiago Amadeo                                                                                | Ramón Chao, journaliste et écrivain espagnol                                                 | Mar adentro de Alejandro Amenábar                      | Crime farpait de Álex de la Iglesia Mention Spéciale : Mar adentro de Alejandro Amenábar                | | | Yakar de Guillermo Sempere                                        |                                                             |
| 2004  | La Vie tâche de Enrique Urbizu                                                                                | Octavi Martí, président de l'Association des Lumières                                        | Ne dis rien de Icíar Bollaín                           | La Vie qui t’attend de Manuel Gutiérrez Aragón                                                          | | |                                                                   |                                                             |
| 2003  | Les Lundis au soleil de Fernando León de Aranoa                                                               | José Luis Borau, réalisteur espagnol                                                         | Le Voyage de Carol de Imanol Uribe                     | Les Lundis au soleil de Fernando León de Aranoa                                                         | | |                                                                   |                                                             |
| 2002  | Silence brisé de Montxo Armendáriz                                                                            | Angel Fernández-Santos, scénariste                                                           | El Bola de Achero Mañas                                | | | |                                                                   |                                                             |
| 2001  | Léo de José Luis Borau                                                                                        | Renaud (annulé)                                                                              | La Langue des papillons de José Luis Cuerda            | | | |                                                                   |                                                             |
| 2000  | Flores de otro mundo de Icíar Bollaín                                                                         | Étienne Roda-Gil, auteur de chansons et dialoguiste français ; militant libertaire           | Saïd de Llorenç Soler                                  | | | |                                                                   |                                                             |
| 1999  | Pajarico de Carlos Saura                                                                                      |                                                                                              | Yerma de Pilar Távora                                  | | | |                                                                   |                                                             |

### Prix d'interprétation masculine et féminine (2004-2005)
- 2005
  - Prix d'interprétation masculine à Guillermo Toledo (dans Crime farpait de Álex de la Iglesia)
  - Prix d'interprétation féminine à Adriana Ozores (dans Héctor de Gracia Querejeta)
- 2004
  - Prix d’interprétation masculine à Joan Dalmau (dans Soldats de Salamine de David Trueba)
  - Prix d’interprétation féminine à Laïa Marull (dans Ne dis rien de Icíar Bollaín) et à  à Marta Etura (dans La Vie qui t’attend de Manuel Gutiérrez Aragón)